# Mirta
Mirta (Mrča, lat. Myrtus), manji rod iz porodice mirtovki kojemu se danas pripisuju dvije vrste, obična mirta (Myrtus communis) iz europskog dijela Mediterana i saharska mirta (Myrtus nivelii) iz sjevernog pustinjskog dijela Afrike.
Mirta je zimzeleni grm ili niže stablo koje može narasti do 5 metara visine. Ime joj dolazi možda od grčkog myron ("balzam") ili myrein ("bujno uspijevati"). Myrtus communis naširoko se uzgaja kao ukrasna biljka koja se koristi kao grm u vrtovima i parkovima te kao biljka za živicu.
Plodovi mirte su svježe jestivi, a okus je slatkast, ali smolast. Mogu se konzervirati u soli ili sušiti i koristiti kao začin, a destilacijom se dobiva eterično ulje.
Obje vrste mirte imaju po dvije podvrste.

## Vrste
1. Myrtus communis, obična mirta
2. Myrtus nivellei, saharska mirta

## Vanjske poveznice
|  | Zajednički poslužitelj ima još gradiva o temi Myrtus |
|  | Wikivrste imaju podatke o taksonu Myrtus             |